# Hector Heusghem
Hector Nicolas Heusghem, né le 15 février 1890 à Ransart (Charleroi) et mort à 29 mars 1982 à Montigny-le-Tilleul, est un coureur cycliste belge.

## Biographie
Professionnel de 1912 à 1914 et de 1919 à 1925, il a terminé à la deuxième place du Tour de France à deux reprises (1920 et 1921).
Ses frères Pierre-Joseph et Louis ont également été cyclistes professionnels.
Sa première expérience du Tour de France, en 1913, n’est pas un grand souvenir. Hector est contraint à l'abandon (tout comme Léon Scieur à qui il est entièrement dévoué) lors de la septième étape entre Luchon et Perpignan sur décision de ses patrons. Le leader Odile Defraye et tous ses équipiers ayant renoncé.
Hector Heusghem ne participe pas au Tour en 1914 mais y revient après la guerre. En 1919, il est une des nombreuses victimes de l'effroyable première étape. Il arrive au Havre à six heures du matin, soit onze heures après le vainqueur Jean Rossius. Le contrôle est fermé et il n'est pas repêché, après vingt-sept heures de course, dont deux nuits « sans y voir goutte », sur des routes défoncées. Théo Mathy dans Mémoires du Tour et des Wallons raconte : « Je me permets de rappeler ce que le coureur emporte notamment dans ses poches ou fixé au cadre pour tenter de survivre à l’hécatombe : un burin pour les maillons de chaîne, des maillons de chaîne, une clé à pédale, une clé à nippes, des rayons, des écrous papillon et un manchon en cas de bris de tube, sans parler des boyaux de rechange. Sans compter, évidemment, la sacoche de guidon contenant le ravitaillement... ».
En 1920, à Grenoble, Heusghem devance au sprint ses trois compagnons d’échappée (tous Belges) : Rossius, Philippe Thys et Firmin Lambot. Son frère Louis, vainqueur d’étape quarante-huit heures plus tôt à Aix-en-Provence, termine sixième juste derrière Scieur et devant Émile Masson. Ce soir-là, le classement de l’étape recense six Wallons et un Bruxellois aux sept premières places. Et il en est exactement de même du classement final à Paris. Très régulier tout au long de l’épreuve, Hector Heusghem y termine deuxième à plus de cinquante-sept minutes de Philippe Thys, mais avec un avantage de plus de quarante-deux minutes sur Lambot, troisième. Scieur est quatrième, Masson cinquième, Louis Heusghem sixième et Rossius septième.
En 1921, Hector Heusghem est très attardé parce qu'il commet une erreur. La canicule sévit et le coureur de Charleroi est à la limite de la déshydratation. Il se trompe au ravitaillement en prenant un bidon avec du bouillon salé. Hector s'arrête dans un bistrot et descend lui-même à la cave chercher de la bière. Il a laissé son vélo devant une barrière de passage à niveau. Quand il veut remonter sur sa machine, la barrière est fermée. Un très long train de marchandise passe et puis arrive un second en sens inverse. Très énervé, Heusghem redémarre trop vite. Il est stoppé par deux crevaisons. Il oublie de manger et c'est la défaillance. Il veut abandonner et c’est un soigneur qui le fait changer d’avis. Le surlendemain, parti de loin, il remporte la terrible étape des quartes cols Bayonne-Luchon, en solitaire avec vingt-quatre minutes et deux secondes d’avance sur Dejonghe. Léon Scieur, troisième, termine à plus de vingt-cinq minutes. Comme l'année précédente, Heusghem monte sur la deuxième marche du podium final, cette fois derrière Léon Scieur qui le devance de dix-huit minutes et trente six secondes.

## Palmarès
- 1914
  - 4e étape du Tour de Belgique
- 1919
  - 4e étape du Tour de Belgique
  - 6e étape du Circuit des Champs de Bataille
  - 2e du Tour de Belgique
- 1920
  - 10e étape du Tour de France
  - 2e du Tour de France
- 1921
  - 6e étape du Tour de France
  - 2e du Tour de France
  - 7e de Liège-Bastogne-Liège
- 1922
  - 4e du Tour de France
- 1923
  - 5e de Paris-Bruxelles

## Résultats sur le Tour de France
8 participations
- 1913 : abandon (7e étape)
- 1919 : abandon (1re étape)
- 1920 : 2e, vainqueur de la 10e étape
- 1921 : 2e, vainqueur de la 6e étape
- 1922 : 4e,  maillot jaune pendant 1 jour
- 1923 : abandon (9e étape)
- 1924 : abandon (7e étape)
- 1925 : abandon (12e étape)